# 巴勒莫大学

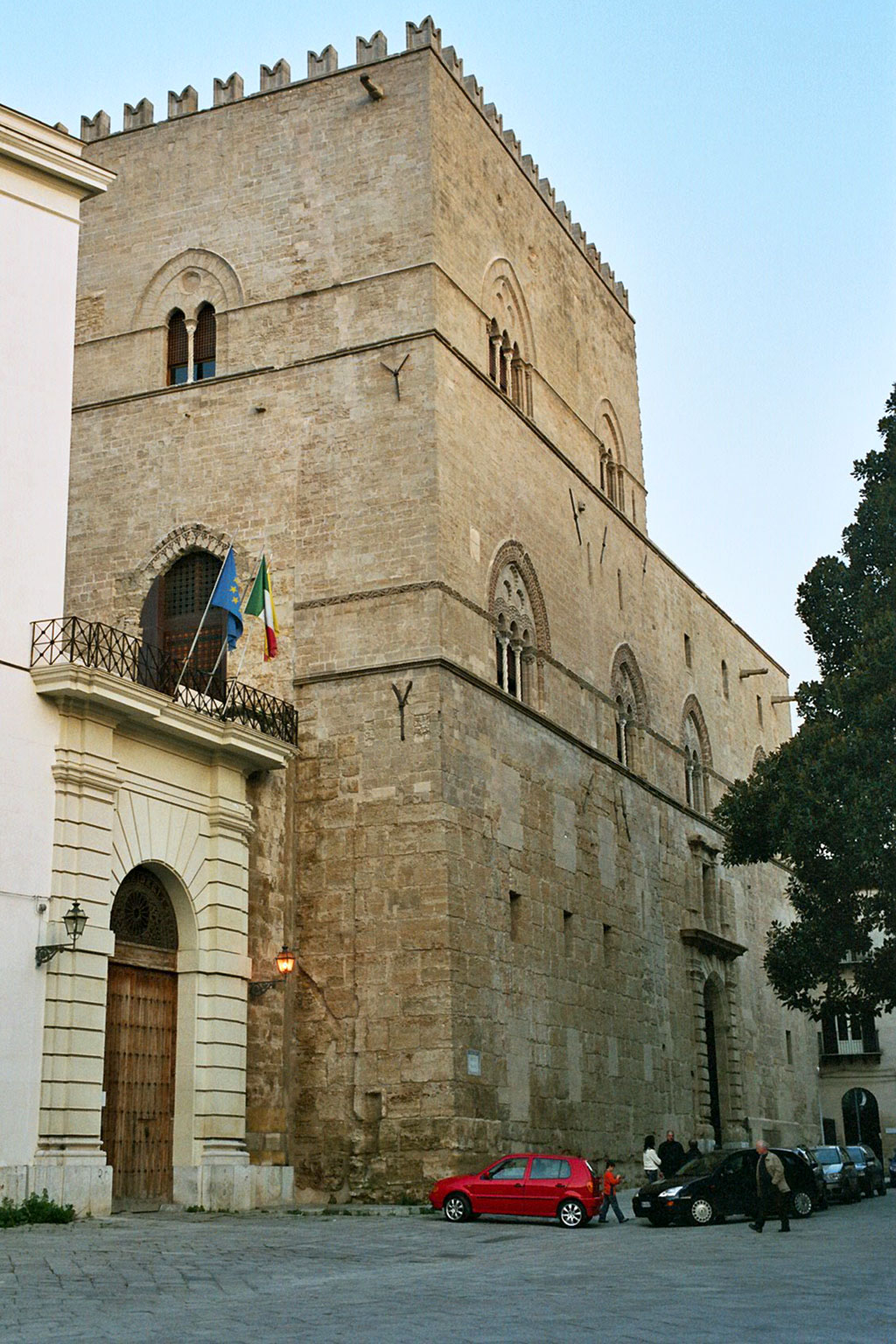
斯特里宫，校长室所在地

巴勒莫大学（義大利語：Università degli Studi di Palermo）是位於義大利巴勒莫的一所大學，創立於1806年。該校是由12所學院所組成。

## 學術單位

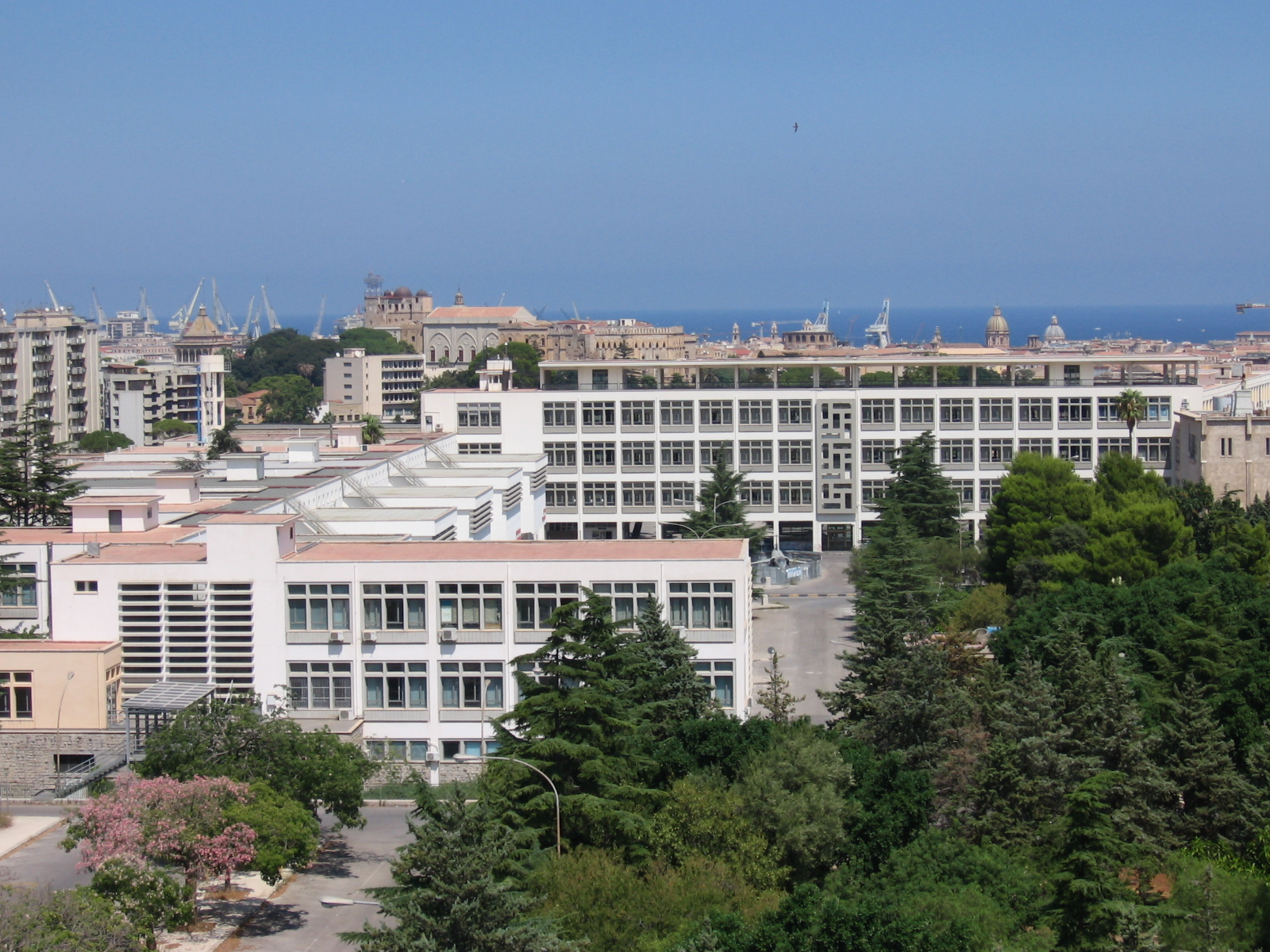
工程学院

巴勒莫大学是由12所學院構成：
- 農學院
- 建築學院
- 藝術與人文學院
- 經濟學院
- 教育學院
- 工程學院
- 法律學院
- 數理、物理學與自然科學院
- 醫學院
- 物理學院
- 藥學院
- 政治學院

## 知名校友
- 塞尔焦·马塔雷拉，2015年任意大利總統。

## 外部連結
- （意大利文） University of Palermo Website （页面存档备份，存于）
- （意大利文） History of the University of Palermo
- Life at the University of Palermo （页面存档备份，存于）
- . . New York: Robert Appleton Company. 1913.

38°07′04″N 13°22′12″E / 38.1177°N 13.3701°E